# Liberty Township (comté de Crawford, Missouri)
Liberty Township est un ancien township  du comté de Crawford dans le Missouri, aux États-Unis,.

## Source de la traduction
- (en) Cet article est partiellement ou en totalité issu de l’article de Wikipédia en anglais intitulé « Liberty Township, Crawford County, Missouri » (voir la liste des auteurs).